# Чехарин, Андрей Евсеевич
Андрей Евсеевич Чехарин (26 октября 1892, с. Губино, Калужская губерния, Российская империя — 20 октября 1941, село Борщово, Навлинского района Брянской области, РСФСР, СССР) — советский военачальник, полковник (29.02.1939).

## Биография
Родился 26 октября 1892 года в селе Губино, ныне Козельского района, Калужской области. Русский. Окончил сельскую школу, сдал экстерном экзамен за 4 класса гимназии.

### Первая мировая война
С января 1915 года служил в царской армии рядовым учебной команды, ефрейтором, младшим и старшим унтер-офицером в 641-й пешей Донской дружине в м. Белая Церковь Киевской губернии. В июне 1916 года зачислен юнкером в 1-ю школу прапорщиков Юго-Западного фронта в город Житомир. По её окончании с декабря воевал младшим офицером и командиром роты на Юго-Западном фронте в составе 47-го пехотного запасного полка, затем 161-го пехотного Александропольского полка 41-й пехотной дивизии. С января по март 1918 года служил младшим офицером роты в 256-м пехотном полку МВО в Брянске.

#### Гражданская война
В Гражданскую войну с марта 1918 года был председателем Губинского волостного исполкома Козельского уезда Калужской губернии. В июне 1918 года призван в РККА и назначен военруком Губинского волостного военкомата МВО. С декабря 1918 года проходил службу командиром взвода и роты на 18-х Калужских командных курсах и в 29-м запасном стрелковом полку. С июня 1921 года исполнял должность начальника этих курсов и командира сводной курсантской бригады. В этой должности участвовал в подавлении восстания А. С. Антонова в Кирсановском уезде Тамбовской губернии.

### Межвоенные годы
В феврале 1923 года был демобилизован для окончания Калужского педагогического института. В декабре вновь призван в РККА и проходил службу в 241-м стрелковом полку 81-й стрелковой дивизии в Калуге в должностях командира роты, начальника полковой школы, помощника командира батальона. С ноября 1926 года был начальником полковой школы во 2-м Вятском территориальном стрелковом полку, с октября 1927 года временно исполнял должность военрука и заведующего военным кабинетом Вятского педагогического института. Член ВКП(б) с 1927 года. С марта 1929 года зачислен слушателем в Ленинградскую высшую военно-педагогическую школу им. В. И. Ленина, по окончании в октябре оставлен в ней преподавателем тактики.
В декабре 1931 года был назначен начальником штаба 167-го стрелкового полка 56-й стрелковой дивизии ЛВО в Пскове, в течение трёх месяцев временно исполнял должность командира этого полка. С марта 1933 года служил в Ленинградском вечернем учебном центре, занимал должности инструктора-руководителя и преподавателя тактики, врид начальника учебного центра, начальника учебной части. С апреля 1937 года был помощником начальника учебной части Ленинградских КУКС запаса РККА. С февраля 1939 года занимал должность начальника Управления боевой подготовки Центрального совета Осоавиахима.
С 3 марта 1940 года исполнял должность помощника начальника пехоты 15-й армии Северо-Западного фронта. Участник советско-финляндской войны. С апреля 1940 года служил начальником 2-го отдела штаба АрхВО. С июля 1940 года служил заместителем командира, а с марта 1941 года — командиром 37-й стрелковой дивизии 21-го стрелкового корпуса ЗапОВО. В марте 1941 года был награждён орденом Красной Звезды.

### Великая Отечественная война
В начале войны дивизия под его командованием в составе корпуса участвовала в приграничном сражении на Западном фронте. Находясь в непосредственном подчинении командующего войсками фронта Д. Г. Павлова, она приняла первый бой 24 июня 1941 года в районе города Лида. С конца июня её части в составе 21-го стрелкового корпуса 13-й армии вели тяжелые оборонительные в Минском УРе, затем с боями отходили на борисовском направлении и далее к Днепру. В июле–августе дивизия участвовала в Смоленском сражении.
В начале сентября 1941 года он был назначен командиром 269-й стрелковой дивизии, входившей в состав 3-й армии Брянского фронта. С 30 сентября её части участвовали в Орловско-Брянской оборонительной операции, в ходе которой войска Брянского фронта потерпели поражение и были окружены. В течение более двух недель войска фронта, в том числе 269-я стрелковая дивизия, в условиях осенней распутицы, при недостатке в боеприпасах и горючем с боями выходили из окружения на ]]Тула|тульском[[ направлении. 20 октября частям дивизии вместе со штабом 3-й армии удалось прорвать укрепленный оборонительный рубеж противника и соединиться с основными силами фронта, полковник А. Е. Чехарин был объявлен пропавшим без вести, предположительно убитым при попытке прорыва в районе Ясной Поляны Тульской области.
В 1965 году в ознаменование 20-летия окончания войны посмертно награждён орденом Отечественной войны 1-й степени.

## Награды
- орден Отечественной войны I степени (14.05.1965)[4]
- орден Красной Звезды (14.05.1941)[5]
- медаль «XX лет Рабоче-Крестьянской Красной Армии» (1938)